# Jon Jakobsen Venusinus
Jon Jaboksen Venusinus (1563?-1608) fue un teólogo, historiador y físico de Dinamarca.

## Biografía
Venusinus nació en la isla de Ven (isla) y en 1600 era pastor de una iglesia reformista y profesor de física en Copenhague, y en 1602 le fue conferida la cátedra de elocuencia e historia y el rey Cristián IV de Dinamaraca  le eligió para que se encargase de la historiografía del Reino.
En 1607, Venusinus, fue hecho presidente de la Academia Real de Sora, donde murió el 10 de enero de 1608 y fue uno de los eruditos más distinguidos de su tiempo, con conocimientos profundos de la Historia de Dinamarca y dejó varias obras escritas, entre ellas una imitación de Jesucristo, una disertación de historia, una sobre Platón, una de elocuencia y una de reyes de Dinamarca.
Olof Rudbeck (1630-1702), erudito de Suecia, quien realizó estudios de humanidades y medicina y la reina Cristina de Suecia le financió un viaje a las principales academias de Alemania y Holanda, en su obra <<Atlanticans naturalhistoria:..>>, cita con frecuencia un manuscrito de Venusinus que fue llevado a Suecia, y muchos de los manuscritos de Venusinus que se hallaban en la Biblioteca Real de Dinamarca, fueron destruidos en un incendio en 1728. (En el Museo Británico se encontraba un manuscrito en latín de Venusinus <<Epigramas de los reyes de Dinamarca>> 5243, según la obra de 1849 <<Index to the additional manuscripts:...>>, London).

## Obras
- L'imitation de J.C., Copenhague, 1599,in-8º.
- Dissertatio de historia, Copenhague, 1601, in-4º.
- De Beatitate Hominis, Copenhague, 1604.
- In Timeum Platonis
- De fabula quae pro historid venditatur, Copenhague, 1605.
- Regum Daniae icones accurate expressae, 1646.
- Disticha in reges Daniae latina,..., Copenhague.
- Otras manuscritas.